# Holothuriidae
De Holothuriidae zijn een familie van zeekomkommers uit de orde Aspidochirotida.

## Geslachten
- Actinopyga Bronn, 1860
- Bohadschia Jaeger, 1833
- Holothuria Linnaeus, 1767
- Labidodemas Selenka, 1867
- Pearsonothuria Levin, 1984